# BMW R 1250 GS
Die BMW R 1250 GS ist ein geländegängiges, teilverkleidetes Motorrad der Bayerischen Motoren Werke. Wie alle Modelle der R-Reihe wird es von einem Boxermotor angetrieben und im BMW-Werk Berlin in Spandau endmontiert. Die Reiseenduro wurde am 17. September 2018 in einer Presseerklärung angekündigt und am 3. Oktober 2018 auf der Zweiradmesse Intermot in Köln präsentiert. Die Auslieferung begann im Oktober 2018.
Die Abkürzung „GS“ steht für „Gelände / Straße“. Der interne Werkscode lautet, trotz umfangreicher Modifikationen am Motor und neuer Verkaufsbezeichnung, wie beim Vorgängermodell (ohne variable Ventilsteuerung) K50, da die R 1250 GS weiterhin auf der fünften Fahrwerksgeneration der seit 1980 gebauten GS-Baureihe mit Boxermotor basiert.

## Entwicklung
Fünf Jahre nach Einführung der R 1200 GS (K50) wurde der Motor an den Zylindern und Zylinderköpfen überarbeitet. Äußerlich unterscheidet sich die R 1250 GS von der R 1200 GS nur durch geringe Änderungen an der Verkleidung, durch Aufschrift, andere Farben und ein Cockpit mit einem serienmäßigen 6,5 Zoll (16,5 cm) großen Vollfarb-TFT-Display. Der Zylinderinnendurchmesser (Bohrung) wurde um 1,5 mm vergrößert und der Hub um 3 mm verlängert, wodurch sich der Hubraum um 84 cm³ (+7 %) vergrößerte. Das maximale Drehmoment stieg um 18 auf 143 Newtonmeter bei 6250/min, die maximale Leistung auf 100 kW (136 PS) bei 7750/min. Die Ölkühlung wurde der höheren Nennleistung angepasst und der 1 kg schwerere Schalldämpfer EURO-5-konform ausgelegt.
Fünf Kilogramm Mehrgewicht gegenüber dem Vormodell resultieren unter anderem aus einem überarbeiteten Kurbelgehäuse, einer schwereren Kurbelwelle mit breiteren Lagern und
neuen, aufgrund der nunmehr variabel ausgelegten Ventilsteuerung um 700 g schwereren Zylinderköpfen. Im Nockenwellenantrieb werden leiser laufende Zahn- statt Rollenketten und ein Stirnradtrieb verwendet. Die größeren Kolben benötigen zwecks besserer Laufkultur eine schwerere Ausgleichswelle.
Ende September 2023 wurde das Nachfolgemodell R 1300 GS vorgestellt. Die Variante R 1250 GS Adventure wurde bis zur Auslieferung der neuen R 1300 GS Adventure Ende 2024 weiter verkauft.

## Konstruktion

### Antrieb
Die zwei gegenüberliegenden Zylinder des luft- und wassergekühlten Boxermotors haben eine Bohrung von 102,5 mm, die Kolben einen Hub von 76 mm bei einem Verdichtungsverhältnis von 12,5 : 1. Die jeweils zwei obenliegenden Nockenwellen in den beiden Zylinderköpfen steuern über Schlepphebel zwei Einlass- und zwei Auslassventile. Trotz des bauartbedingt guten Massenausgleichs von Boxermotoren verfügt die R 1250 GS über eine zusätzliche Ausgleichswelle.

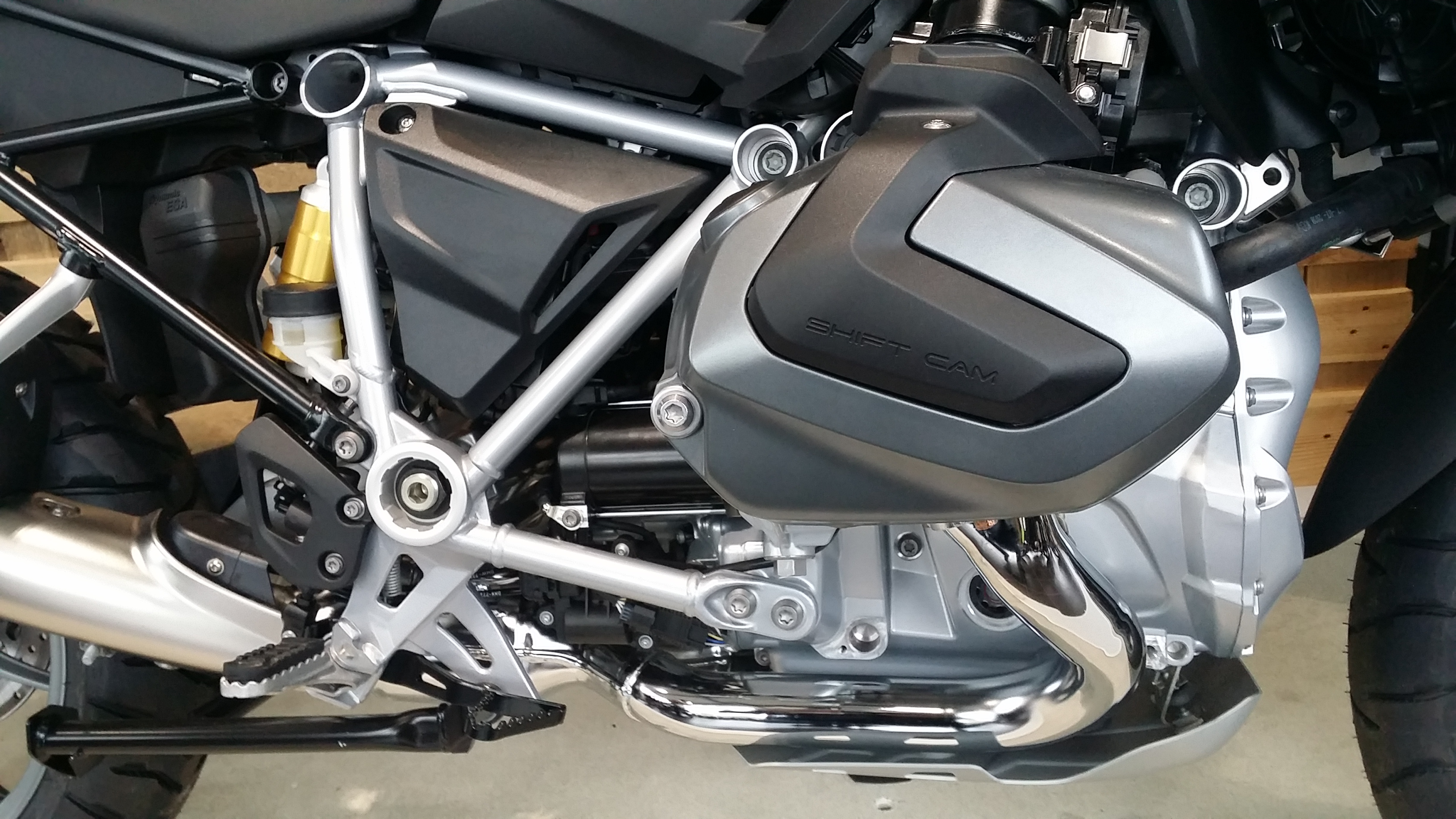
Motorblock mit rechtem Zylinderkopf

Der Kurbeltrieb ist rechtsdrehend, die Kurbelwelle treibt vorn die Wasserpumpe und hinten die Lichtmaschine an. Über ein Zahnradpaar ist die Welle mit dem Kupplungskorb verbunden. Die gegenläufige Kupplung neutralisiert einen Teil des für längs montierte Boxermotoren typischen Kippmoments. Die Ölpumpe hat zwei Rotoren. Der eine Rotor erzeugt den Öldruck für die Schmierung von Haupt- und Pleuellager, der zweite für Kupplung und Motorkühlung.
Im Drehzahlbereich vom 3500…7500/min liegt ein Drehmoment von über 120 Nm an. Das Motorrad beschleunigt in 3,6 Sekunden von 0 auf 100 km/h und erreicht laut Hersteller eine Höchstgeschwindigkeit von 219 km/h.

#### Variable Ventilsteuerung
Eine Nockenwellenverstellung passt die Steuerzeiten des Motors drehzahl- und lastabhängig an. Dazu tragen die beiden Einlassnockenwellen pro Ventil je zwei Nocken mit unterschiedlichen Profilen. Die Umschaltung erfolgt, indem die Nockenwelle innerhalb einer halben Umdrehung axial verschoben wird, notwendigerweise während die Einlassventile geschlossen sind. Dazu führen elektromagnetische Aktuatoren Stifte in schräg eingefräste Nuten ein. Bei Teillast wird der Ventilhub der Einlässe auf 2 beziehungsweise 4 mm verringert, zudem werden die beiden Ventile mit 70° Phasenverschiebung geöffnet. Die zeitverschobene Öffnung der Ventile bewirkt eine starke Verwirbelung des einströmenden Gemisches aus Treibstoff und Luft. Bei höherer Last, jedoch spätestens ab einer Drehzahl von 5000 min−1, werden die symmetrisch ausgestalteten Volllastnocken eingeschoben, die den Ventilen zum vollen Hub von 11 mm verhelfen. Der Hersteller bezeichnet das System als „ShiftCam“.

#### Kraftübertragung
Der Primärtrieb arbeitet mit Zahnrädern. Die Anti-Hopping-Kupplung wird hydraulisch betätigt, das klauengeschaltete, schrägverzahnte Getriebe hat sechs Gänge. Der Sekundärtrieb erfolgt mittels Kardanwelle.

### Elektrik
Die Starterbatterie hat eine Kapazität von 12 Amperestunden. Die Bordelektronik kommuniziert über einen LIN- und CAN-Bus mit dem Electronic Suspension Adjustment (ESA, elektronische Federungs- bzw. Fahrwerksanpassung), mit dem Antiblockiersystem (ABS) und der Automatischen Stabilitätskontrolle (ASC). Die Gasgriffstellung wird elektronisch in die entsprechenden Drosselklappenstellungen umgesetzt. Die Lichtmaschine erzeugt eine elektrische Nennleistung von 510 Watt. Ein LED-Scheinwerfer mit integriertem Tagfahrlicht leuchtet den Fahrweg aus.

### Kraftstoffversorgung

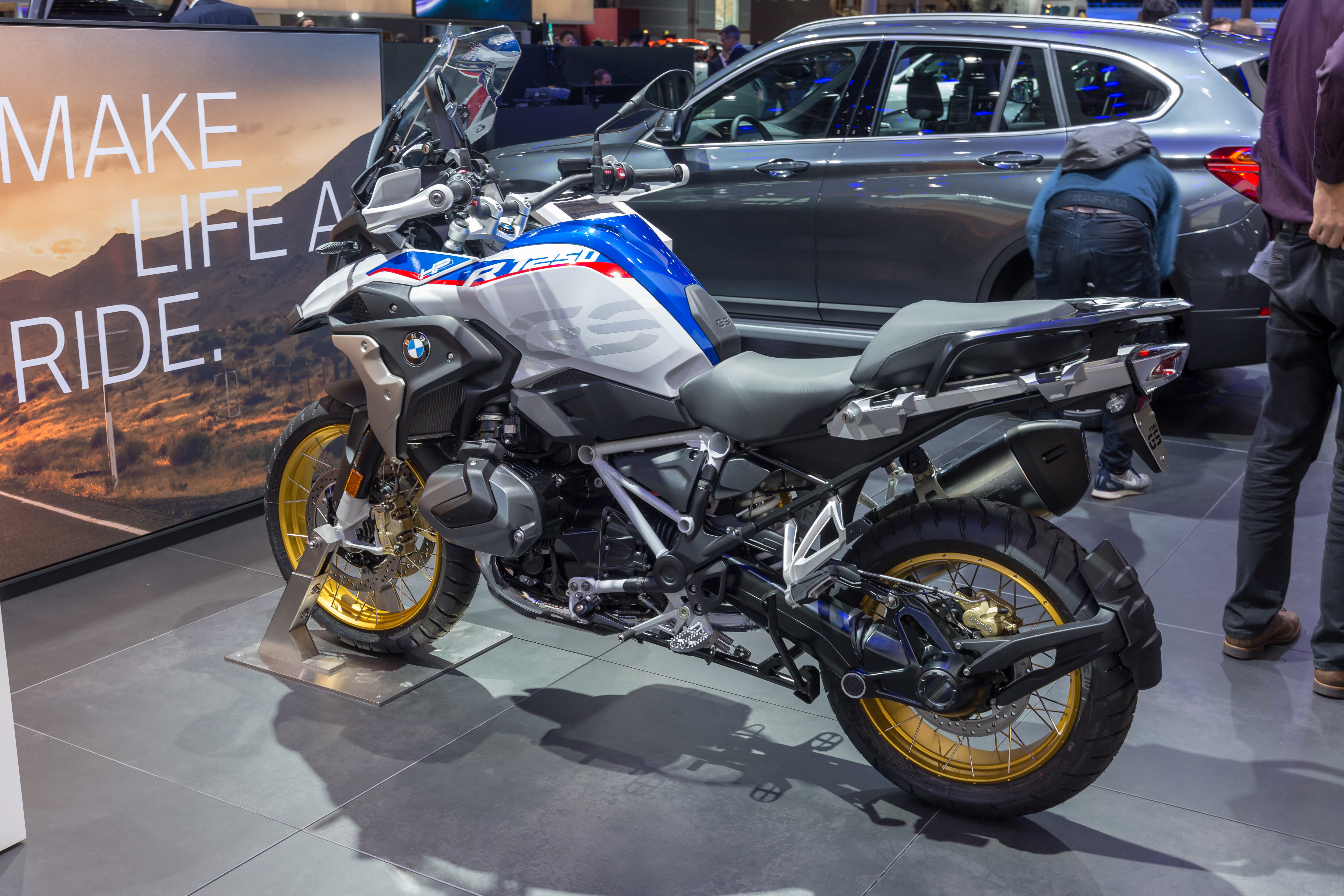
Vorstellung auf dem Pariser Autosalon 2018

Die R 1250 GS hat eine elektronisch geregelte Mehrpunkt-Saugrohreinspritzung mit digitaler Motorelektronik (BMS-O) und eine transistorgesteuerte Zündkerze je Zylinder. BMW gibt den durchschnittlichen Kraftstoffverbrauch mit 4,75 Litern auf 100 km gemäß dem World Motorcycle Test Cycle (WMTC) an. Der Kraftstofftank hat ein nutzbares Volumen von 20 Litern, davon sind 4 Liter Reserve. Die theoretische Reichweite auf der Landstraße beträgt 417 km.
Der Hersteller empfiehlt die Verwendung von bleifreiem Benzin mit einer Klopffestigkeit von mindestens 95 Oktan. BMW hat einen Klopfsensor integriert, der die Verwendung von minderwertigem Kraftstoff mit einer Oktanzahl von weniger als 95 ROZ ermöglicht. Ein geregelter Drei-Wege-Katalysator behandelt das Abgas nach. Mit ihm unterschreitet das Fahrzeug die Schadstoffgrenzwerte der Abgasnorm Euro-5. Die 2-in-1-Auspuffanlage mündet auf der rechten Seite in einem überarbeiteten Endschalldämpfer aus rostfreiem Stahl mit Klappensteuerung.

### Fahrwerk
Das Fahrwerk baut auf einem torsionssteifen Gitterrahmen aus Stahlrohren auf und hat hinten eine Einarmschwinge aus Aluminiumguss mit zusätzlichem Längslenker (Paralever). Das Vorderrad wird von einer Gabel mit einem Längslenker (Telelever) mit 37 mm Standrohrdurchmesser und 190 mm Federweg geführt. Wahlweise wird eine dreistufige, elektronische Fahrwerksanpassung (englisch Electronic Suspension Adjustment, ESA) und serienmäßig eine Fahrdynamikregelung (englisch Automatic Stability Control, ASC) angeboten. Der Frontträger aus Magnesiumlegierung besteht aus den Cockpit-Instrumenten, dem Windschild sowie der Beleuchtungseinrichtung und dem „Schnabel“. Die zulässige Gesamtmasse beträgt 465 kg, die maximale Zuladung bei Serienausstattung 216 kg.
Vorn hat die R 1250 GS eine Doppelscheibenbremse mit Vier-Kolben-Bremssattel von Hayes Brake, hinten eine Scheibenbremse mit Ein-Kolben-Schwimmsattel von Brembo. Ein serienmäßiges Antiblockiersystem unterstützt die Verzögerung an beiden Bremsen. Das Motorrad benötigt einen Bremsweg von 39,3 Metern von 100 km/h in den Stand, das heißt, es verzögert mit durchschnittlich 9,8 m/s².

## Modellentwicklung
Das Modell K50 erhielt zum Modelljahr 2023 kleinere Änderungen, von denen viele die Optik betreffen; die 40-Year-GS-Version wurde durch das Modell Trophy ersetzt.
| Werkscode               | K25                   | K25                   | K25                   | K50                        | K50                        |
| ----------------------- | --------------------- | --------------------- | --------------------- | -------------------------- | -------------------------- |
| Verkaufsbezeichnung     | R 1200 GS             | R 1200 GS             | R 1200 GS             | R 1200 GS                  | R 1250 GS                  |
| Fahrzeugschlüssel       | 0307/0317             | 0303/0313             | 0450/0460             | 0A01/0A11                  | 0J91/0J93                  |
| Bauzeit[1]              | 2004–2007             | 2008–2009             | 2010–2012             | 2013–2018                  | ab 2019                    |
| Nennleistung [kW/PS]    | 72/98                 | 77/105                | 81/110                | 92/125                     | 100/136                    |
| max. Drehmoment [Nm]    | 115                   | 115                   | 120                   | 125                        | 143                        |
| Zylinder                | angeschraubt          | angeschraubt          | angeschraubt          | angegossen                 | angegossen                 |
| Kühlmedium              | 78 % Luft, 22 % Öl    | 78 % Luft, 22 % Öl    | 78 % Luft, 22 % Öl    | 65 % Luft, 35 % Wasser     | 65 % Luft, 35 % Wasser     |
| Durchströmung           | horizontal            | horizontal            | horizontal            | vertikal                   | vertikal                   |
| Ventiltrieb             | hc, Kipphebel         | hc, Kipphebel         | dohc, Schlepphebel    | dohc, Schlepphebel         | dohc, Schlepphebel         |
| Steuerzeiten Einlass    | fest                  | fest                  | fest                  | fest                       | zweistufig                 |
| Höchstdrehzahl [min−1]  | 7800                  | 8000                  | 8500                  | 9000                       | 9000                       |
| Zündkerzen pro Zylinder | 2                     | 2                     | 2                     | 1                          | 1                          |
| Klopfregelung           | nein                  | ja                    | ja                    | ja                         | ja                         |
| Gasgriff                | mechanisch            | mechanisch            | mechanisch            | elektronisch               | elektronisch               |
| Einlassventile Ø [mm]   |                       | 36,35                 | 39                    | 40                         | 40                         |
| Auslassventile Ø [mm]   |                       | 31                    | 33                    | 34                         |                            |
| Auspuffklappe           | nein                  | nein                  | ja                    | ja                         | ja                         |
| Kupplung                | eine Scheibe, trocken | eine Scheibe, trocken | eine Scheibe, trocken | mehrere Scheiben, im Ölbad | mehrere Scheiben, im Ölbad |
| Getriebe                | separat               | separat               | separat               | integriert                 | integriert                 |

[1]Anmerkung: Der Modellwechsel ist im BMW-Werk Spandau gewöhnlich im Oktober.

## Marktpositionierung
Der Basispreis betrug zum Verkaufsstart 13.081 Euro (Netto). Die 1250er GS ist in der Klasse der Reiseenduros mit über einem Liter Hubraum durchschnittlich motorisiert. Konkurrenzmodelle zum Zeitpunkt der Markteinführung waren:
| Hersteller | Name                       | Motor | Hubraum | kW  | PS  | Nm  | Markteinführung |
| ---------- | -------------------------- | ----- | ------- | --- | --- | --- | --------------- |
| KTM        | KTM 1290 Super Adventure R | V2    | 1301    | 118 | 160 | 140 | 2018            |
| Ducati     | Multistrada 1260 Enduro    | V2    | 1262    | 116 | 158 | 136 | 2018            |
| Triumph    | Tiger 1200                 | R3    | 1215    | 101 | 137 | 121 | Nov. 2017       |
| BMW        | R 1250 GS                  | B2    | 1254    | 100 | 136 | 143 | Okt. 2018       |
| Honda      | VFR 1200 X Crosstourer     | V4    | 1237    | 95  | 129 | 126 | 2012            |
| BMW        | R 1200 GS Adventure (K51)  | B2    | 1170    | 92  | 125 | 125 | Okt. 2014       |
| Kawasaki   | Versys 1000                | R4    | 1043    | 88  | 120 | 102 | 2012            |
| Yamaha     | XT 1200 Z Super Ténéré     | R2    | 1199    | 81  | 110 | 114 | 2010            |

Die R 1250 GS und die Vorgängermodelle führen seit 2004 die deutsche Zulassungsstatistik an. Mit deutlich über 9.000 Exemplaren machte sie 2020 in Deutschland mehr als ein Drittel der BMW Motorrad-Verkäufe aus.

## Kritiken
„Der Auftritt des neues Boxers [ist] gepflegter, kräftiger und deshalb in sich stimmiger.“

„Womit sie sich [gegen Konkurrenzmodelle] wehrt, ist nicht Höchstleistung – andere haben deutlich mehr –, sondern eine schwer zu kopierende Kombination aus Vielseitigkeit, urwüchsigem Charme, bulligem Charakter, außergewöhnlicher Fahr- und Manövrierbarkeit mit Gepäck und ohne, allein oder zu zweit, auf der Straße oder im Gelände. […] Der nun schaltnockende Boxer erklimmt, nach den Eindrücken unserer ersten Probefahrten auf der Straße und im Gelände jedenfalls, neue Höhen, was seine Paradedisziplin des Durchtreckerns durchs Grobe betrifft. Souverän, fast unabwürgbar, ohne jegliches Ruckeln unter Teillast geht er zu Werke, zieht knapp über Leerlaufdrehzahl an.“

„Der Shift Cam arbeitet harmonischer, manierlicher und feiner, hat kaum noch diese störenden Mahlgeräusche und dreht gleichmäßiger hoch. Für den Fahrer ist die Geräuschkulisse wesentlich angenehmer, der Sound aus dem Auspuff ist aber immer noch satt und Boxer-typisch. Insgesamt klingt die neue GS moderner und etwas leiser.“

„BMW Motorrad zeigt bei der R 1250 GS, wo die Kompetenzen der Bayern liegen: im Bau ausgezeichneter Triebwerke und Fahrwerke sowie dem Schnüren stimmiger Gesamtpakete. Die neue Boxer-GS, fit für die nächste Homologationsnorm Euro 5, ist ein Dampfhammer geworden. Ihren Thron als weltweit beliebteste Reiseenduro dürfte sie im Lauf der nächsten Jahre problemlos verteidigen können.“

## Videos
- Martin Vielhaber: Neue BMW R 1250 GS Test 2019 – BMW R1200GS Nachfolger Erfahrungen Onroad und Offroad auf YouTube, 20. September 2018. In: 1000 PS TV. (Video; 22:26 min)
- Christoph Lentsch: BMW R 1250 GS Test – Machen 136-Boxer-PS die Königin der Reiseenduros noch besser? auf YouTube, 28. September 2018. In: Motorradmagazin. (Video; 12:40 min)
- Ralf Schütze: BMW R 1250 GS 2019: Fahrbericht, technische Daten, Preise auf YouTube, 27. September 2018. In: ADAC. (Video; 3:48 min)